# Kattinhakkal, Ankola
Kattinhakkal là một làng thuộc tehsil Ankola, huyện Uttar Kannad, bang Karnataka, Ấn Độ.